# アレクサンダー・マレー (第6代ダンモア伯爵)

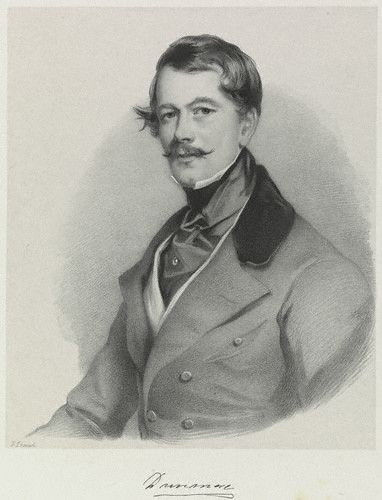
第6代ダンモア伯爵の肖像画、1846年。

第6代ダンモア伯爵アレクサンダー・エドワード・マレー（英語: Alexander Edward Murray, 6th Earl of Dunmore、1804年6月1日 – 1845年7月15日）は、スコットランド貴族。1809年から1836年までフィンキャッスル子爵の儀礼称号を使用した。

## 生涯
第5代ダンモア伯爵ジョージ・マレーと妻スーザン（Susan、旧姓ハミルトン（Hamilton）、1846年5月24日没、第9代ハミルトン公爵アーチボルド・ハミルトンの娘）の長男として、1804年6月1日に生まれた。1816年から1820年ごろまでイートン・カレッジで教育を受けた。
1826年8月1日、軽竜騎兵第9連隊のコルネット（騎兵少尉）への辞令を購入した。1827年8月14日、中尉への辞令を購入して昇進した。1828年7月3日、他人との交換で歩兵第60連隊に転じたが、同時に半給になったためその差額を受け取った。1829年7月2日、他人との交換で歩兵第67連隊に転じ、同時に半給から脱したためその差額を支払った。同年7月9日に再び歩兵第60連隊に転じた。1832年8月10日、大尉への辞令を購入して昇進したが、この辞令では配属先の連隊がなかった。その後、第88歩兵連隊に配属され、1833年6月21日に軽竜騎兵第10連隊に転じた。1834年6月27日、他人との交換で所属連隊がなくなり、その代償として差額を受け取った。1832年にケンブリッジ公爵アドルファス王子のエー＝ド＝カン（副官）に任命され、1845年に死去するまで務めた。
フリーメイソンであり、1835年から1836年までスコットランド・グランドロッジのグランドマスターを務めた。
1836年11月11日に父が死去すると、ダンモア伯爵位を継承、1837年4月24日に宣誓して貴族院議員に就任した。政界では保守党に所属した。1837年12月12日に第6代ネアーン卿ウィリアム・マレー・ネアーンが死去すると、ジャコバイト貴族におけるネアーン伯爵位の相続人になった。
1840年、テイマウント（Taymount）の領地を第4代マンスフィールド伯爵ウィリアム・デイヴィッド・マレーに売却した。
1845年7月15日、落馬事故によりカウンティ・ダラムのストレタム（Streatham）で死去、ダンモア（Dunmore）で埋葬された。長男チャールズ・アドルファスが爵位を継承した。

## 家族

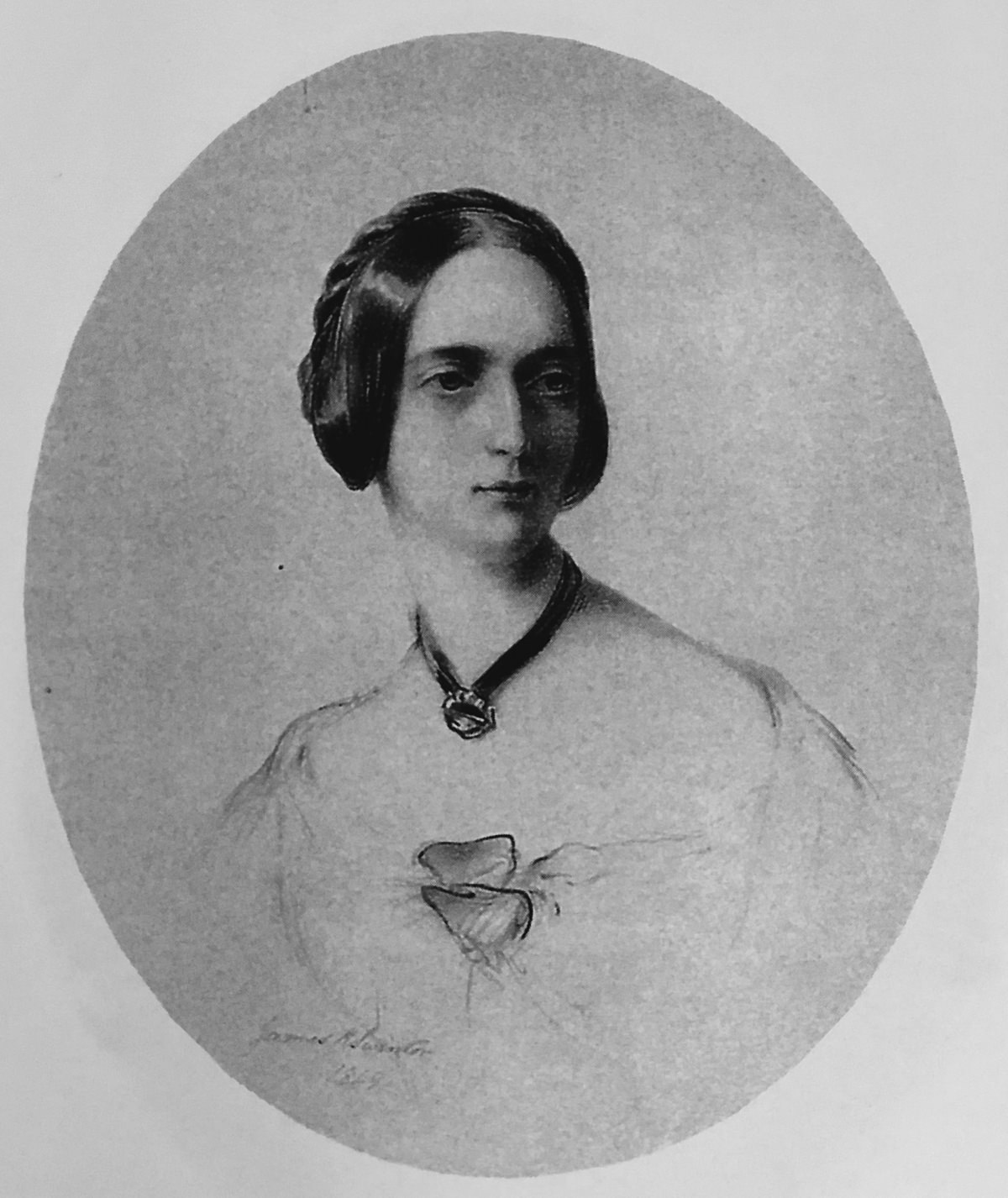
ダンモア伯爵夫人キャサリン、1849年撮影。

1836年9月27日、キャサリン・ハーバート（1814年10月31日 – 1886年2月12日、第11代ペンブルック伯爵ジョージ・オーガスタス・ハーバートの娘）と結婚、1男3女をもうけた。
- スーザン・キャサリン・メアリー（1837年7月7日 – 1915年4月27日） - 1860年11月29日、第9代サウセスク伯爵ジェームズ・カーネギー（英語版）（1905年2月21日没）と結婚、子供あり[2][11]
- コンスタンス・ユーフェミア・ウォロンゾー（Constance Euphemia Woronzow、1838年12月28日 – 1922年[12]） - 1864年6月16日、第15代エルフィンストン卿ウィリアム・エルフィンストン（英語版）（1893年1月18日没）と結婚、子供あり[2]
- チャールズ・アドルファス（英語版）（1841年3月24日 – 1907年8月27日） - 第7代ダンモア伯爵[2][13]
- アレクサンドリナ・ヴィクトリア（Alexandrina Victoria、1845年7月19日 – 1911年11月21日） - 1887年4月20日、ヘンリー・カンリフ（Henry Cunliffe、1894年8月1日没、第4代準男爵サー・ロバート・ヘンリー・カンリフの息子）と結婚[2][13]